# Шастр
Шастр (фр. Chastre, валлон. Tchåsse) — коммуна в Валлонии, расположенная в провинции Валлонский Брабант, округ Нивель. Принадлежит Французскому языковому сообществу Бельгии. На площади 31,27 км² проживают 6734 человека (плотность населения — 215 чел./км²), из которых 48,62 % — мужчины и 51,38 % — женщины. Средний годовой доход на душу населения в 2003 году составлял 13 314 евро.
Почтовый код: 1450. Телефонный код: 010.